# Swietłana Bołdykowa
Swietłana Siergiejewna Bołdykowa (ros. Светлана Сергеевна Болдыкова, ur. 7 lipca 1982 w Tasztagole) – rosyjska snowboardzistka, wicemistrzyni świata.

## Kariera
Po raz pierwszy na arenie międzynarodowej pojawiła się w 2000 roku, startując na mistrzostwach świata juniorów w Berchtesgaden, zajmując 26. miejsce w gigancie równoległym (PGS) i 48. miejsce w slalomie równoległym (PSL). Jeszcze dwukrotnie startowała na imprezach tego cyklu, najlepszy wynik osiągając podczas mistrzostw świata juniorów w Rovaniemi, gdzie była piąta w gigancie równoległym.
W zawodach Pucharu Świata zadebiutowała 29 stycznia 2002 roku w Bad Gastein, zajmując dziesiąte miejsce w PSL. Tym samym już w swoim debiucie wywalczyła pierwsze pucharowe punkty. Pierwszy raz na podium zawodów tego cyklu stanęła 25 lutego 2007 roku w Sungwoo, kończąc rywalizację w PGS na trzeciej pozycji. W zawodach tych wyprzedziły ją jedynie Austriaczka Doresia Krings i Fränzi Mägert-Kohli ze Szwajcarii. Łącznie sześć razy stawała na podium zawodów PŚ, odnosząc przy tym dwa zwycięstwa. Najlepsze wyniki osiągnęła w sezonie 2007/2008, kiedy to zajęła jedenaste miejsce w klasyfikacji generalnej.
Największy sukces w karierze osiągnęła w 2005 roku, kiedy na mistrzostwach świata w Whistler wywalczył srebrny medal w gigancie równoległym. Rozdzieliła tam na podium dwie Austriaczki: Manuelę Riegler i Doresię Krings. Była też między innymi szósta w tej samej konkurencji podczas mistrzostw świata w Stoneham w 2013 roku. W 2006 roku wystartowała na igrzyskach olimpijskich w Turynie, zajmując ósme miejsce. Brała też udział w igrzyskach w Vancouver cztery lata później, kończąc rywalizację na 24. pozycji.

## Osiągnięcia

### Igrzyska olimpijskie
| Miejsce | Dzień     | Rok  | Miejscowość | Konkurencja       | Zwyciężczyni        |
| ------- | --------- | ---- | ----------- | ----------------- | ------------------- |
| 8.      | 23 lutego | 2006 | Turyn       | Gigant równoległy | Daniela Meuli       |
| 24.     | 26 lutego | 2010 | Vancouver   | Gigant równoległy | Nicolien Sauerbreij |

### Mistrzostwa świata
| Miejsce | Dzień       | Rok  | Miejscowość | Konkurencja       | Zwyciężczyni              |
| ------- | ----------- | ---- | ----------- | ----------------- | ------------------------- |
| 29.     | 13 stycznia | 2003 | Kreischberg | Gigant równoległy | Ursula Bruhin             |
| 20.     | 15 stycznia | 2003 | Kreischberg | Slalom równoległy | Isabelle Blanc            |
| 2.      | 18 stycznia | 2005 | Whistler    | Gigant równoległy | Manuela Riegler           |
| 29.     | 19 stycznia | 2005 | Whistler    | Slalom równoległy | Daniela Meuli             |
| 7.      | 16 stycznia | 2007 | Arosa       | Gigant równoległy | Jekatierina Tudiegieszewa |
| 36.     | 17 stycznia | 2007 | Arosa       | Slalom równoległy | Heidi Neururer            |
| 13.     | 20 stycznia | 2009 | Gangwon     | Gigant równoległy | Marion Kreiner            |
| 10.     | 21 stycznia | 2009 | Gangwon     | Slalom równoległy | Fränzi Mägert-Kohli       |
| 13.     | 19 stycznia | 2011 | La Molina   | Gigant równoległy | Alona Zawarzina           |
| 20.     | 22 stycznia | 2011 | La Molina   | Slalom równoległy | Hilde-Katrine Engeli      |
| 6.      | 25 stycznia | 2013 | Stoneham    | Gigant równoległy | Isabella Laböck           |
| 13.     | 27 stycznia | 2013 | Stoneham    | Slalom równoległy | Jekatierina Tudiegieszewa |
| 26.     | 22 stycznia | 2015 | Kreischberg | Slalom równoległy | Ester Ledecká             |

### Puchar Świata

#### Miejsca w klasyfikacji generalnej
- sezon 2001/2002: 34.
- sezon 2002/2003: –
- sezon 2003/2004: –
- sezon 2004/2005: –
- 2sezon 005/2006: 85.
- sezon 2006/2007: 13.
- sezon 2007/2008: 11.
- sezon 2008/2009: 56.
- sezon 2009/2010: 23.
  - PAR[1]
- sezon 2010/2011: 13
- sezon 2011/2012: 24.
- sezon 2012/2013: 13.
- sezon 2013/2014: 34.
- sezon 2014/2015: 24.
- sezon 2015/2016: 43.

#### Miejsca na podium w zawodach
1. Sungwoo – 25 lutego 2007 (gigant równoległy) – 3. miejsce
2. Sungwoo – 17 lutego 2008 (gigant równoległy) – 3. miejsce
3. Lake Placid – 3 marca 2008 (gigant równoległy) – 1. miejsce
4. Stoneham – 24 stycznia 2010 (gigant równoległy) – 1. miejsce
5. Yongpyong – 9 lutego 2011 (gigant równoległy) – 3. miejsce
6. Bad Gastein – 12 stycznia 2013 (slalom równoległy) – 3. miejsce

- W sumie (2 zwycięstwa i 4 trzecie miejsca).